# Oxazool
Oxazool is een organische verbinding met als brutoformule C3H3NO. De stof komt voor als een kleurloze vloeistof. Het is een basisbouwsteen voor verschillende heterocyclische aromatische verbindingen. Moleculair gezien is de stof een azool met een stikstof- en zuurstofatoom die gescheiden zijn door één koolstofatoom.

## Synthese
Oxazool wordt gesynthetiseerd op verschillende manieren:
- De Robinson-Gabriel-synthese door dehydratie van 2-acylaminoketonen:

- De Fischer-oxazoolsynthese van cyanohydrines en aldehyden: